# Jelena Polenova
Jelena Dmitrijevna Polenova (russisk: Елена Дмитриевна Поленова, tr. Jelena Dmitrijevna Polenova; født 27. november 1850 i Sankt Petersborg, død 19. november 1898 i Moskva) var en russisk maler og designer, søster til Vasilij Polenov. Hun studerede under Pavel Tsjistjakov fra 1859 til 1870. I 1864 studerede hun under Ivan Kramskoj i Sankt Petersborg, og fra 1869 til 1870 i Charles Chaplin studie i Paris.
Fra omkring 1870'erne arbejdede Jelena Dmitrievna hovedsageligt med vandfarver. Hendes landskabsmalerier udført i vandfarver blev første gang vist offentligt i 1882, ved en udstilling i Skt. Petersborg og Moskva – hvor de fik en succesfuld modtagelse og bemærket af kritikeren Vladimir Stasov. I de tidlige 1890'erne flyttede Jelena Dmitrievna til Moskva, hvor hun blev tæt forbundet med familien Savva Mamontov og begyndte at spille en fremtrædende rolle i aktiviteterne omkring Abramtsevokolonien – en konservativ slavofil kunstretning i Rusland i slutningen af det 19. århundrede. I 1885 organiserede Jelena Dmitrievna og Jelisaveta Mamontova et snedke- og træudskæringsværksted på Abramtsevo. Jelena Dmitrievna forblev tæt involveret i udviklingen af en nationalromantisk version af Art Nouveau indenfor Abramtsevokolonien.

## Billeder
- Kant af skov, 1885
- Baggård i vintertid, 1886
- Krigen om padehattene, 1889
- Ivan Tsarevitj og Ildfuglen, 1896
- Slangen, 1895-1898